# Elaphodus cephalophus
Genre
Espèce
Statut de conservation UICN

 NT  : Quasi menacé
Elaphodus cephalophus ou élaphode ou élaphode de Chine ou encore cerf huppé  est une espèce de cervidés, la seule du genre Elaphodus.

## Description

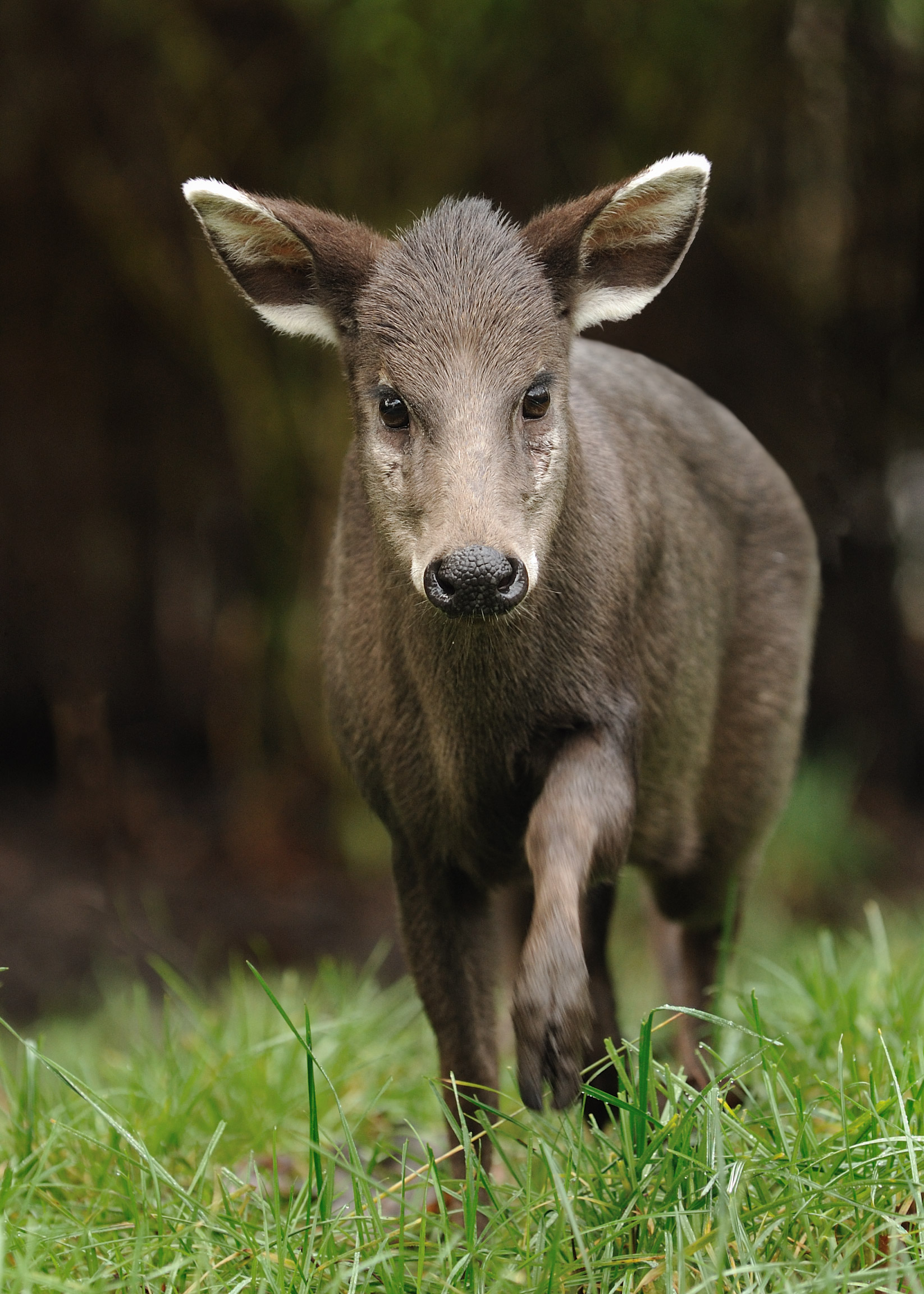
Élaphode femelle

L'élaphode mesure autour de 60 cm au garrot et pèse entre 17 kg et 30 kg, ce qui est comparable au chevreuil européen. 
Son cou et ses jambes étant plus longues, sa corpulence est légèrement plus mince. La caractéristique la plus frappante chez l'élaphode est la présence de canines ressemblant à des crocs chez les mâles de l'espèce. Celles-ci peuvent atteindre jusqu'à 2,6 cm (1,0 po) de long, voire plus chez de rares cas. Seuls les mâles ont des bois, qui n'ont pas de ramifications. Ces bois font seulement quelques centimètres et sont dissimulés par les longs poils du sommet de son crâne. Les poils concentrés au niveau du front ont une forme de fer à cheval allant du brun au noir, et pouvant atteindre 17 cm de long. Le reste des poils sont courts et raides, presque noir en hiver et brun chocolat en été. Les lèvres, le bout des oreilles et le dessous des queues sont blancs. Sa queue est courte d'environ 10 cm.

## Répartition
L'élaphode vit dans le centre et le sud de la Chine et au nord de la Birmanie.

## Reproduction
Le cerf huppé est une espèce polygame. Les cerfs huppés se reproduisent durant une période de septembre à décembre appelé ornière, à cette période, les aboiements des mâles sont beaucoup plus fréquents et puissants afin d'attirer les femelles. La période de gestation des cerfs huppés est d'environ 210 jours, la femelle peut alors donner naissance de un à deux petits. Jusqu'à l'âge de 6 mois, les petits sont dépendants de leur mère. Il atteindra sa maturité sexuelle vers l'âge de 9 mois. La longévité du cerf huppé est méconnu jusque lors. Néanmoins, il peut vivre jusqu'à 15 ans en captivité.

## Sous-espèces

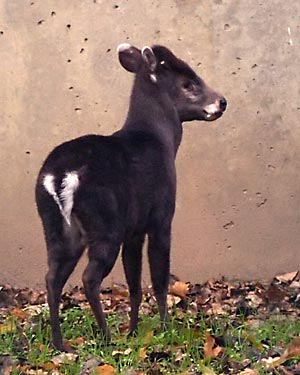
Jeune élaphode de la sous-espèce michianius au Tierpark Friedrichsfelde de Berlin.

Selon l'UICN, quatre sous-espèces sont reconnues :
- E. c. cephalophus : Sud-Est de la Chine et Nord-Est du Myanmar (Birmanie) ;
- E. c. michianius : Sud-Est de la Chine ;
- E. c. ichangensis : Centre de la Chine ;
- E. c. fociensis : Répartition inconnue